# F字孔

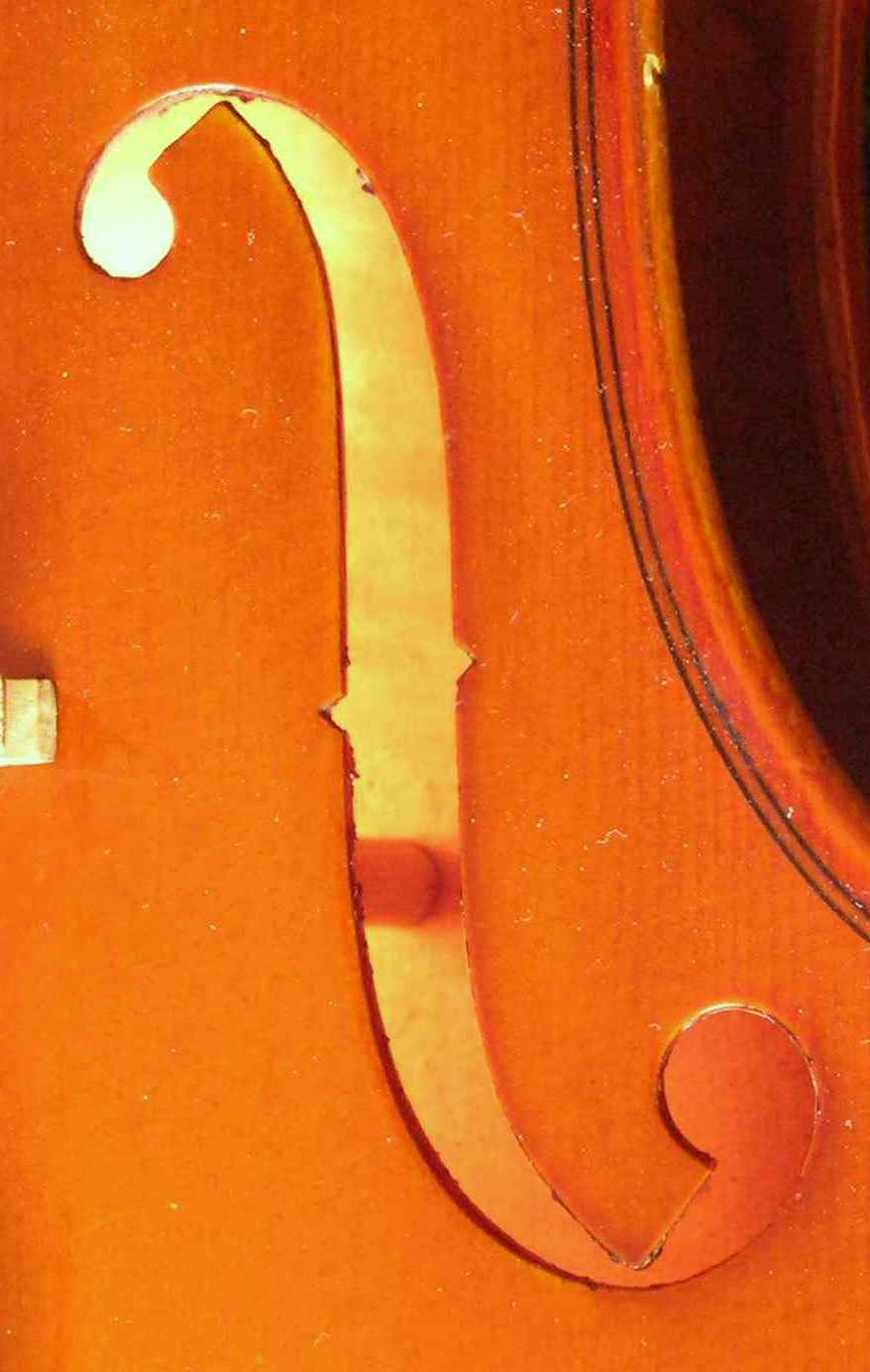
左端に写っている駒と、f字孔の切り欠きの位置関係に注意。孔の奥に魂柱が見える

f字孔（エフじこう、f-hole）とは、ヴァイオリン属およびヴィオール属の弦が張られている表板の中央付近にあけられている、左右対称の穴をいう。イタリック体の「f 」に似ているためこの名が付いた。この穴から楽器内部に貼られた製作者のラベルなどを見る事ができる。また、ヴァイオリン属の楽器は、この穴から魂柱を立てる作業を行う。
このf字孔の形によって楽器の音は大きく異なる。
この形に落ち着いたのは16世紀以後のイタリアで作られた楽器からであり、16世紀以前に製作された、ヴィオラ・ダ・ガンバに代表されるヴィオール族のf字孔は現在の形状よりも大きく異なっておりむしろCの形に近い。
弦を張るための駒の位置は、f字孔中程の駒側の切り欠きに合わせて取り付けられるため、単なる装飾ではなく、組み立て上の正確な位置を示している。
なぜ「f」の字であるのかは、強度的に優れている説、女性の英訳である「female」の頭文字から取った説、より華やかな装飾を追求する過程で生まれた説など諸説ある。

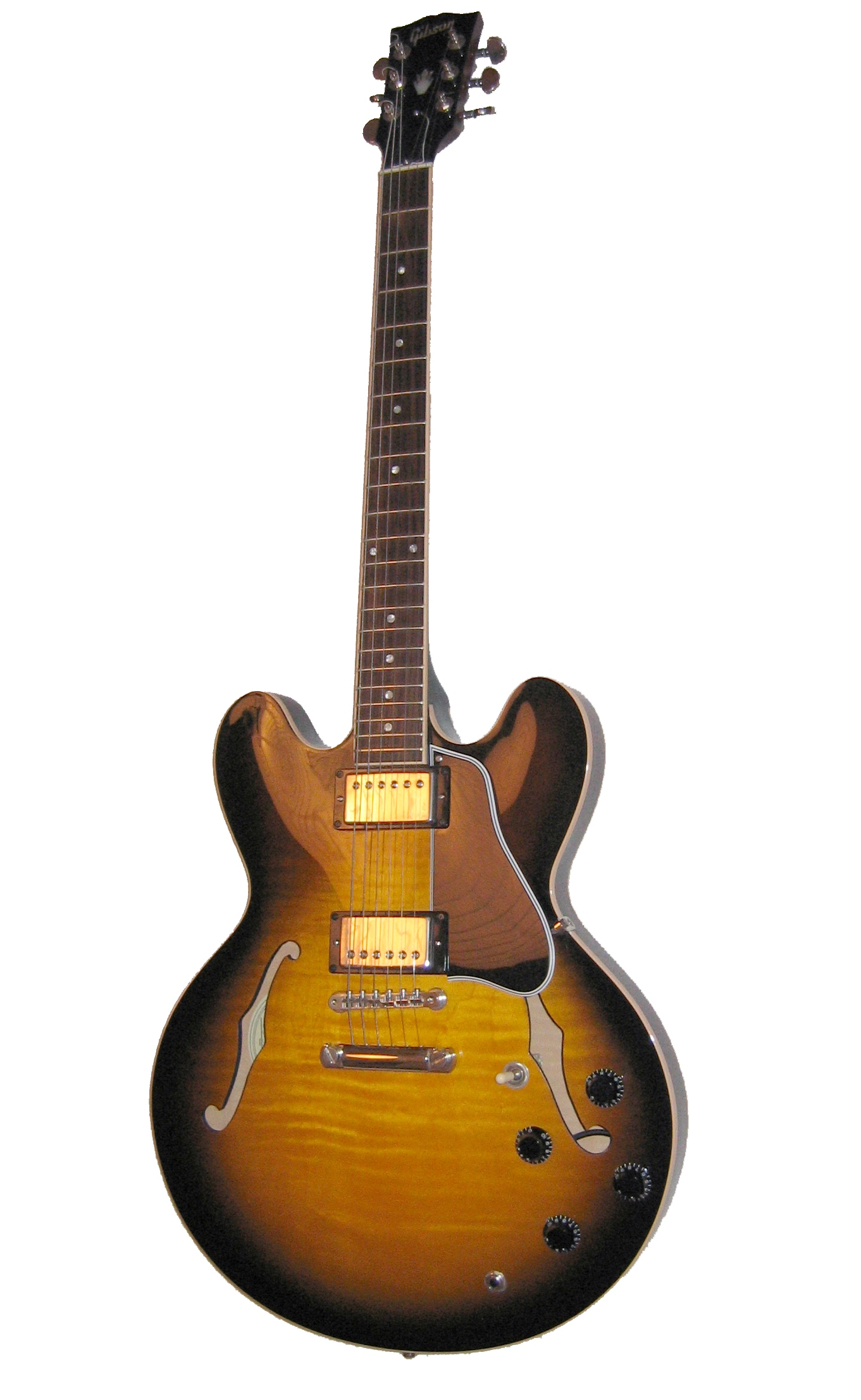
ホロウボディギター（ギブソン・ES-335）

内部が空洞となっているホロウボディギターにも穿たれる。また、ギタリストのポール・ギルバートや今井寿は自身のモデルにダミーのf字孔を描き、トレードマークとしている。グレッチはf字孔のないホロウギターにf字孔をペイントしている。
ヴァイオリン族以外ではfの横棒に当たる部分が省略され積分記号のように開けられている物や描かれている物もある。